# Banda Gallega

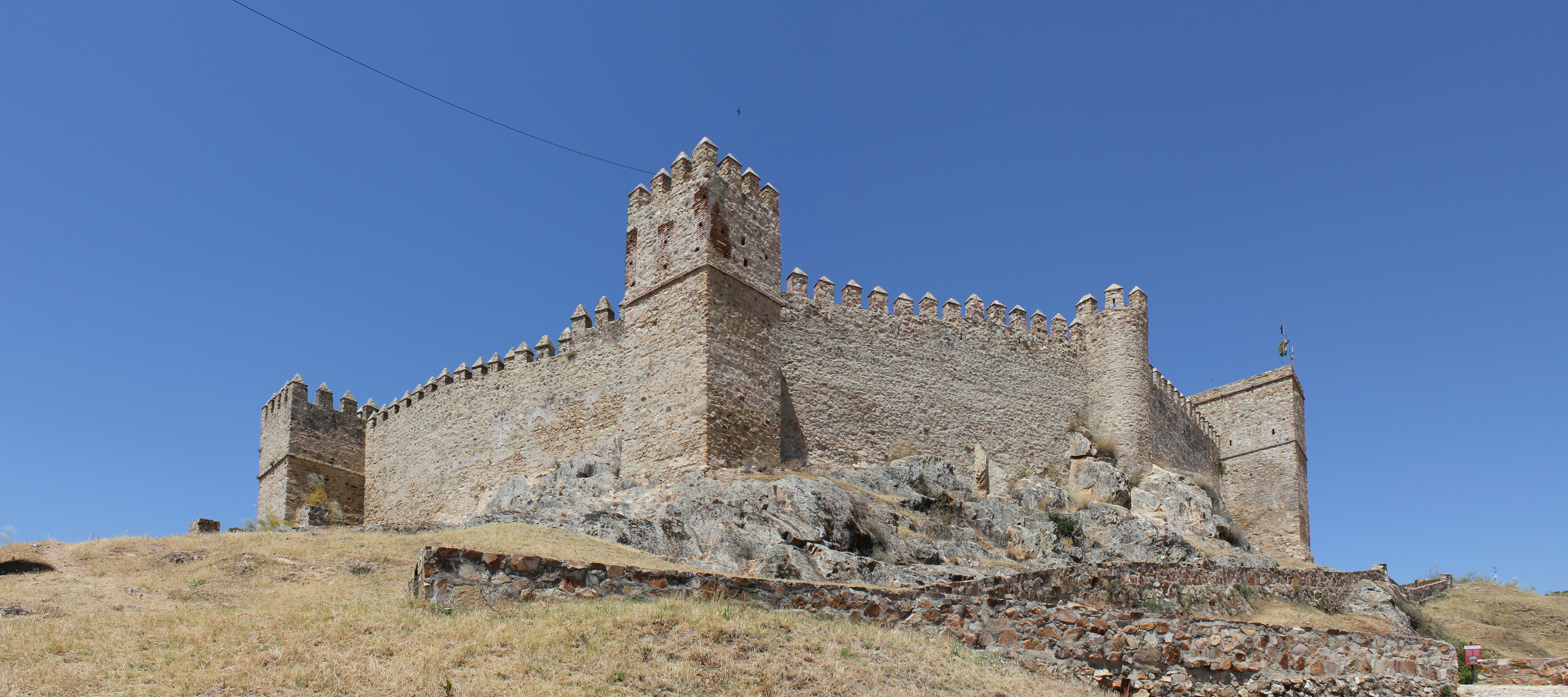
Castillo de Santa Olalla del Cala.

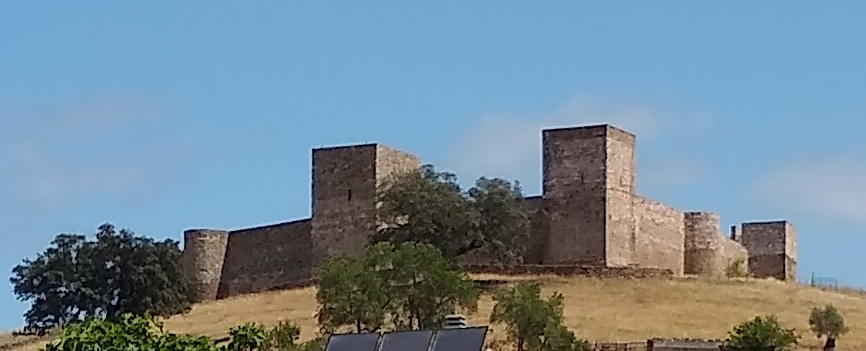
Castillo de El Real de la Jara.

La Banda Gallega es un término de la Baja Edad Media que hace referencia a los enclaves dependientes del Concejo de Sevilla que estaban en dirección a Portugal. Surge en paralelismo con el término Banda Morisca, que hacía referencia a los lugares con jurisdicción sevillana que estaban cerca de la frontera con el reino de Granada.
Las fortalezas  consideradas como parte de la Banda Gallega se ubicaban en las provincias de Huelva, Sevilla y Badajoz.

## Historia
La repoblación de estos territorios provendrá de tierras del antiguo Reino de León. En algunos de los dominios de este reino se hablaba gallego. Los habitantes trajeron vocablos y topónimos de origen leonés y gallego y tal vez por esto se denomine a esta zona como Banda Gallega.
Un documento de Alfonso X del 6 de diciembre de 1253 estableció que pertenecerían al alfoz sevillano diversos enclaves de las actuales provincias de Sevilla, Huelva y Badajoz, así como los castillos Serpa y Moura, en el Alentejo portugués. Sin embargo, estos dos últimos castillos fueron tomados por portugueses y pasaron a estar bajo control de la Orden de San Juan de Jerusalén.
A mediados del siglo XII, en época almohade, se construyeron las murallas de Aroche, que fueron aprovechadas posteriormente por los cristianos. Estas murallas pasaron a estar bajo control del Concejo de Sevilla.
A mediados del siglo XIII caballeros portugueses de la Orden de San Juan construyeron las fortificaciones de Torres (ubicada en el término municipal de Cumbres de San Bartolomé), Aracena y Cortegana. En 1253 Alfonso X de Castilla llegó a un acuerdo con el rey portugués, quedando como castellanos los territorios al este del río Guadiana. La cesión formal se produjo con el Tratado de Badajoz del año 1267.
En 1297 Aroche y Aracena pasaron a depender del Concejo de Sevilla. Cortegana figura como jurisdicción del Concejo de Sevilla desde 1344.
En 1283 Alfonso X devolvió a la Orden del Temple el territorio de Fregenal de la Sierra y hacia estas fechas se construyó su fortaleza. En 1312, con la disolución de los templarios, el castillo pasó al control del Concejo de Sevilla. También a finales del siglo XIII se construyó el cercano castillo de Segura de León, un territorio encomendado a la Orden de Santiago.
En 1293 la cancillería real de Sancho IV de Castilla autorizó al Concejo de Sevilla a construir dos castillos para la protección de sus fronteras, el de Cumbres Mayores y el de Santa Olalla del Cala.
Entre finales del siglo XIII y principios del siglo XIV se construyó el castillo de Encinasola.
También perteneció al Concejo de Sevilla el castillo de Cazalla de la Sierra.
En la década de los 2000 el Ayuntamiento de Sevilla cedió a sus respectivos municipios algunos de sus castillos en la Banda Gallega y la Banda Morisca. Los castillos cedidos fueron los de Alanís, Alcalá de Guadaíra, Constantina, dentro de la provincia de Sevilla; y Aroche, Cortegana y Cumbres Mayores, en la provincia de Huelva.
En el siglo XIV se construyó de nueva planta la fortaleza del casco urbano de Cumbres de San Bartolomé (que interaccionaba con el castillo de Torres). En estas fechas se construyeron también los castillos de Cala y El Real de la Jara. En las tres fortalezas se realizaron reformas en los siglos XIV y XV, derivadas de enfrentamientos con el reino de Portugal, como fueron las guerras fernandinas y la guerra de sucesión castellana. La paz con Portugal en el segundo conflicto mencionado vendría con el Tratado de Alcazobas de 1479, a partir del cual todos los esfuerzos bélicos castellanos se centraron en el reino nazarí de Granada.

## Las fortalezas de Huelva en la Edad Moderna
Durante la Guerra de Restauración portuguesa, entre 1640 y 1668, tuvieron lugar enfrentamientos bélicos entre Portugal y España. En este conflicto fueron relevantes las fortalezas de Ayamonte (posiblemente del siglo XIII), Encinasola (de entre finales del siglo XIII y principios del XIV y dañada por asaltos portugueses en 1642, por lo cual se construyeron dos fuertes en el municipio en la década de 1640), Paymogo (iniciada en la década de 1640), Puebla de Guzmán (de 1666) y Sanlúcar de Guadiana (de entre el siglo XVI y principios del siglo XVII).
Al margen de esto, existen torres en la costa de la provincia de Huelva (en Almonte, Palos de la Frontera, Punta Umbría, Lepe y Ayamonte), que sirvieron como defensa contra los piratas berberiscos.